# Palaemnema melanostigma
Palaemnema melanostigma är en trollsländeart som först beskrevs av Hagen in Selys 1860.  Palaemnema melanostigma ingår i släktet Palaemnema och familjen Platystictidae. Inga underarter finns listade i Catalogue of Life.